# Agnes Baltsaová
Agnes Baltsaová (* 19. listopadu 1944, Lefkada) je řecká operní pěvkyně, mezosopranistka.

## Život a působení
Narodila se na ostrově Lefkadě a už v dětství začala s hudbou. Zprvu hrála na klavír, roku 1958 se odstěhovala do Athén a soustředila se na zpěv. Roku 1965 absolvovala Řeckou národní konzervatoř a odjela do Mnichova studovat na stipendium Marie Callasové. V opeře poprvé vystoupila roku 1968, kdy zpívala Cherubina v Mozartově opeře Figarova svatba. Roku 1970 zpívala v "Růžovém kavalírovi" Richarda Strausse ve Vídeňské státní opeře a byla pak pravidelným hostem salcburských hudebních festivalů. Její nejznámější rolí je Carmen v opeře Georgese Bizeta, zpívala klasický operní repertoár, opery W. A. Mozarta, G. Verdiho, G. Rossiniho, C. Saint-Saënse a mnoha dalších.
V Praze vystoupila v roce 2004 v Národním divadle v rámci slavnostního programu při příležitosti vstupu České republiky do Evropské unie. 